# Gewone crocusroest
De gewone crocusroest (Uromyces croci) komt voor op krokus. In Nederland is de schimmel uiterst zeldzaam.
Op de bladonderzijde van het blad ontstaan na infectie meestal op de hoofdnerf of ernaast, donkerbruine, langwerpige, 0,5-0,8 × 1,5-2,5 mm grote telia, die lang door de epidermis zijn bedekt. De eencellige, bruine, eivormige tot ellipsoïde teliosporen zijn 26-31 × 23-27 μm groot. De celwand is dicht bezet met stompe, ongeveer 1 μm grote wratten.
De korte, kleurloze steel is 5,0-7,5 μm dik.

## Fotogalerij

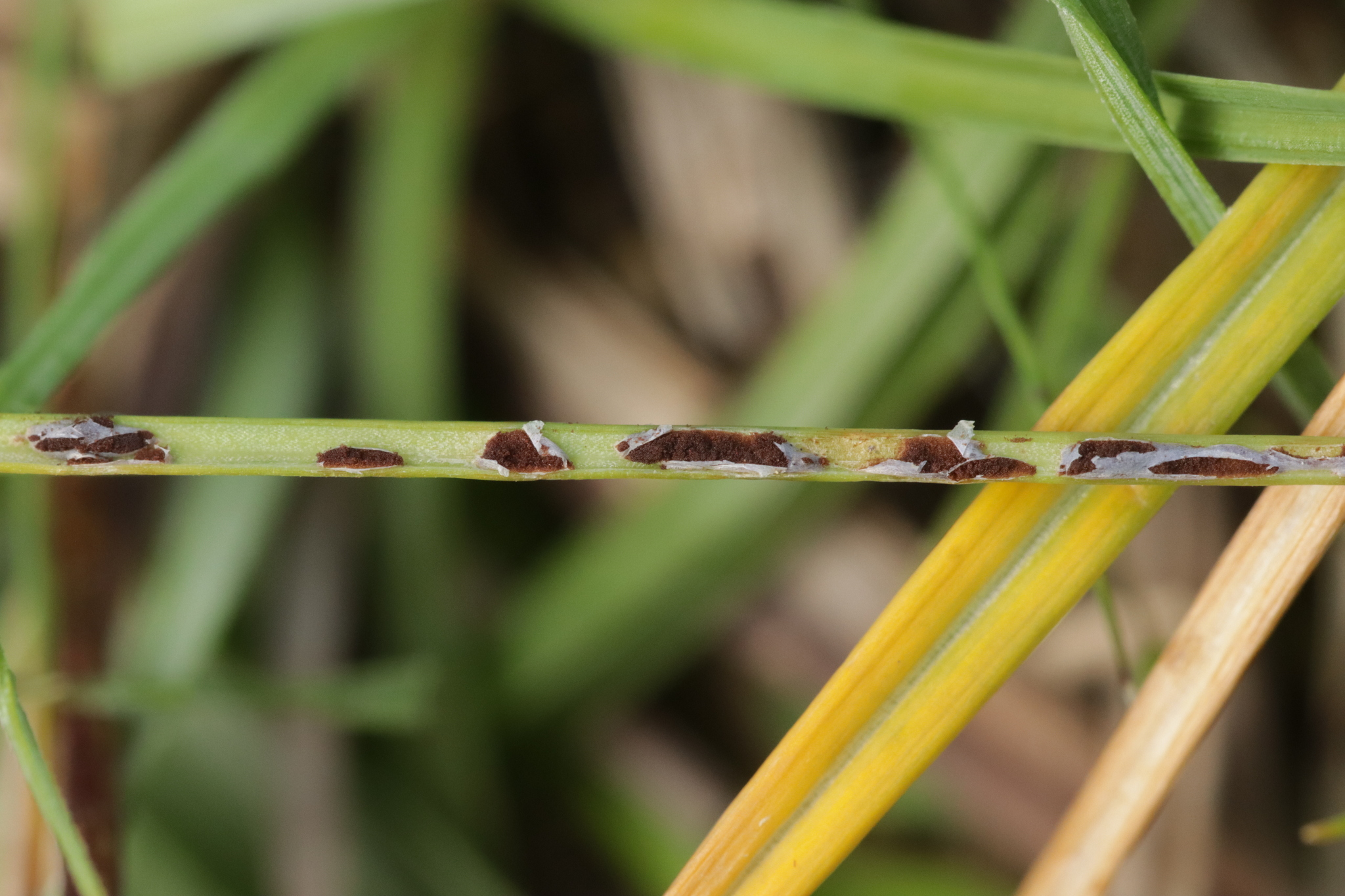
Telia
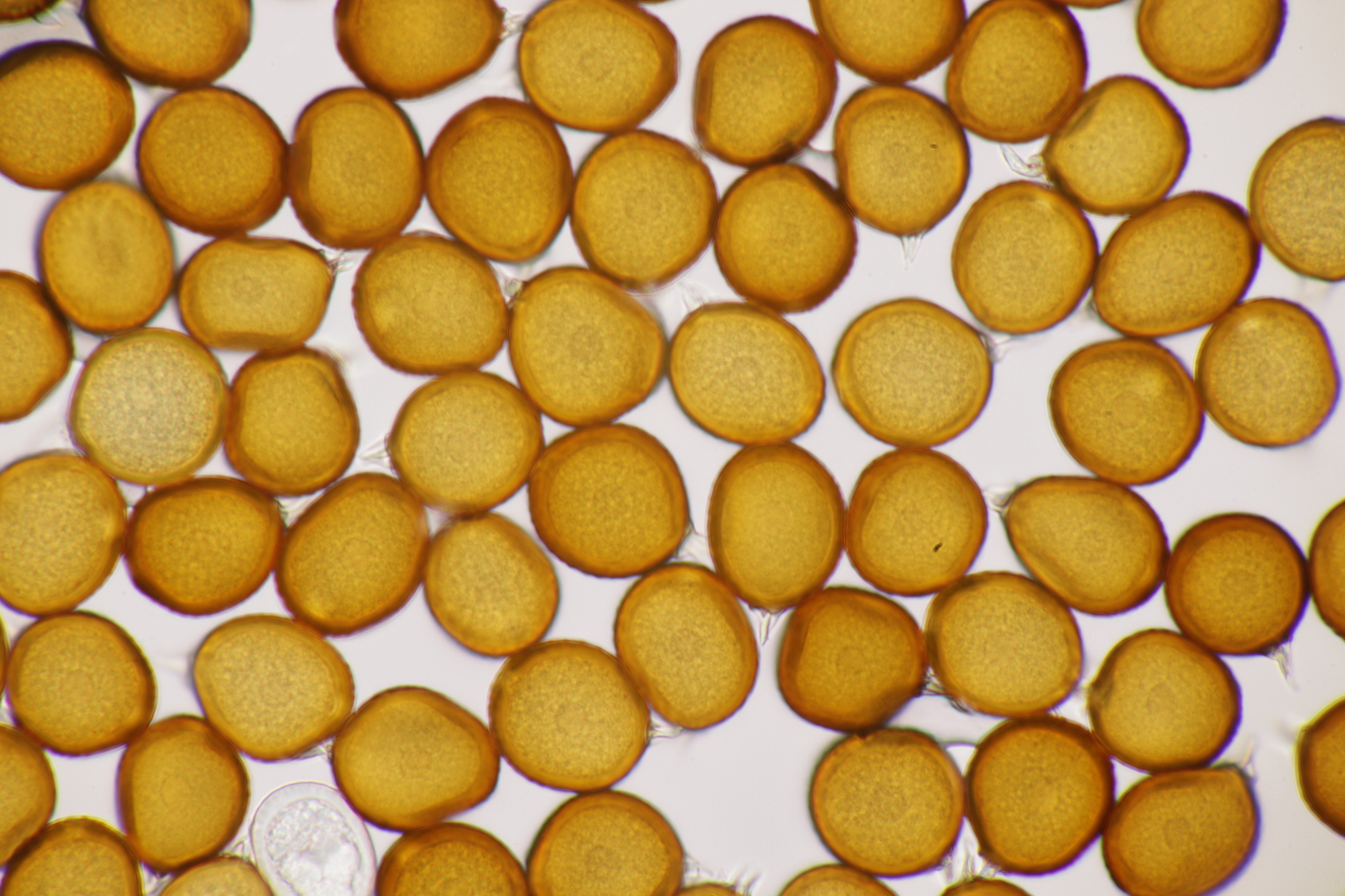
Teliosporen
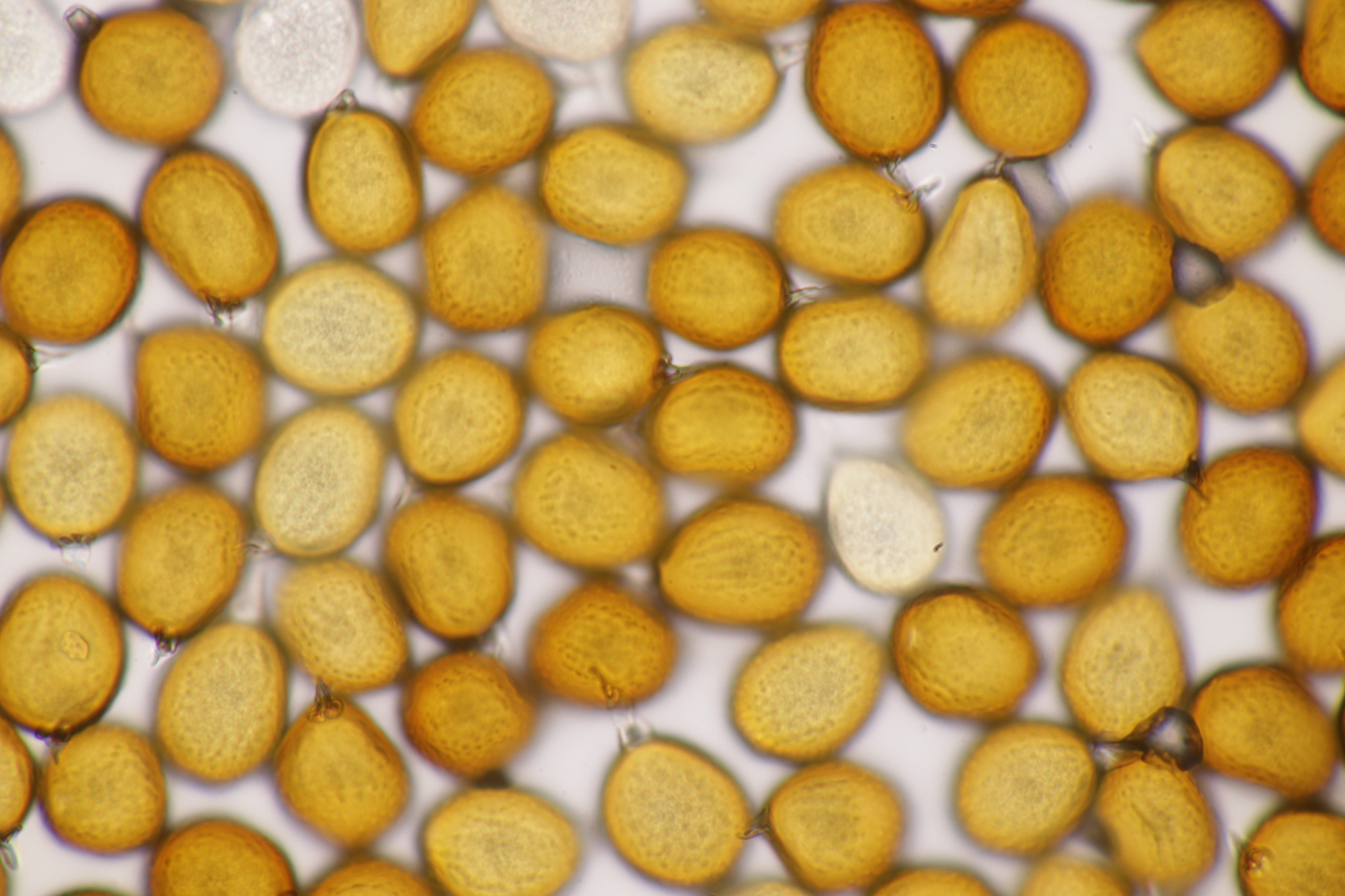
Wratten op de teliosporen